# Wołyńska Półbrygada Obrony Narodowej

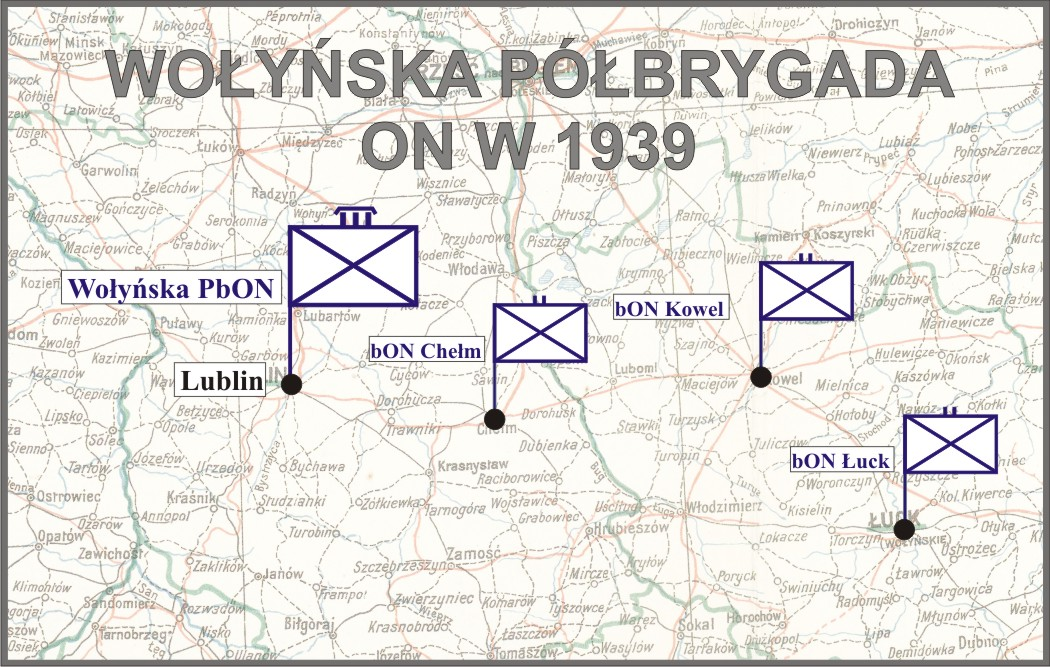
Wołyńska Półbrygada ON

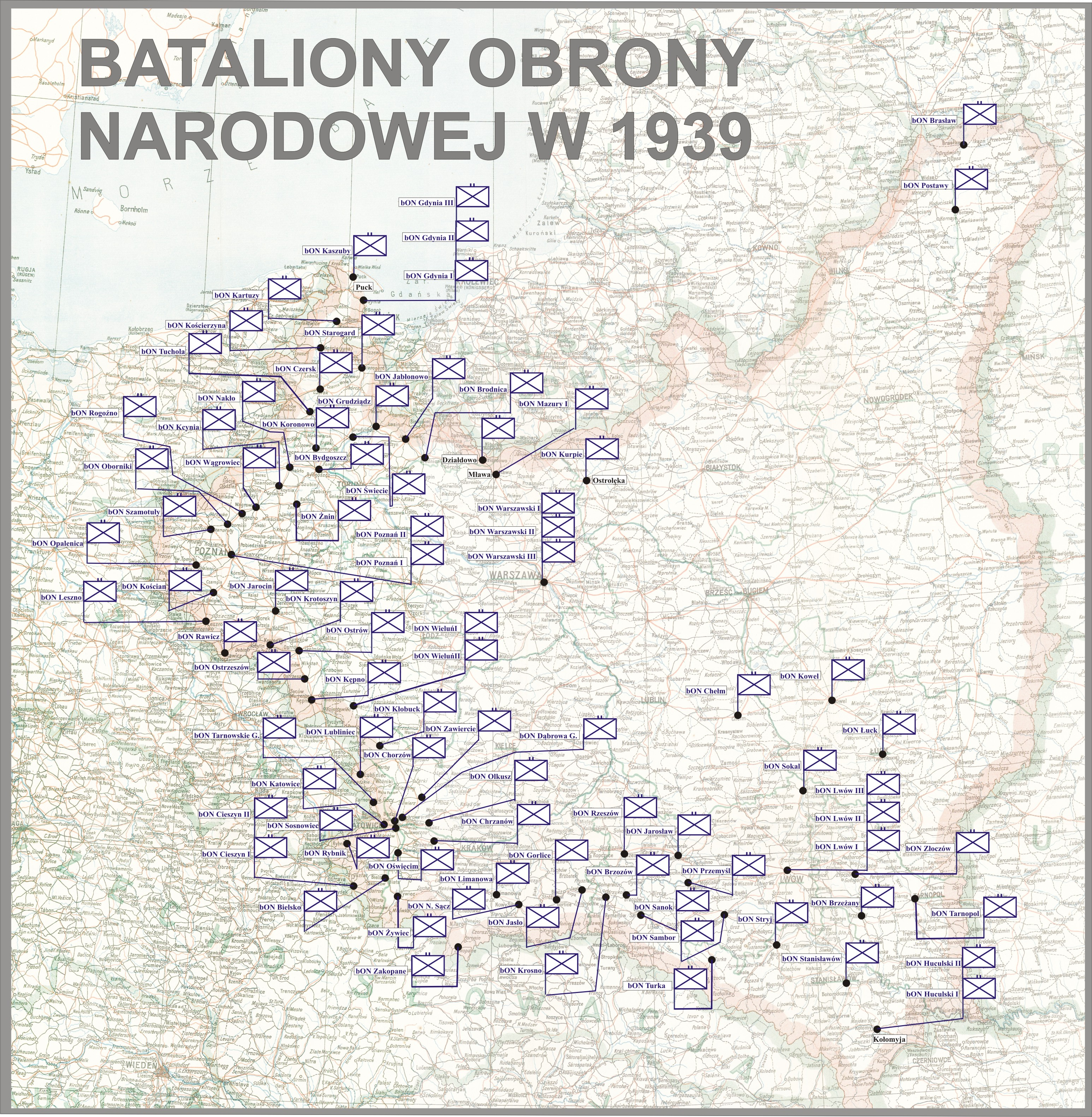
Obrona Narodowa w 1939

Wołyńska Półbrygada Obrony Narodowej – półbrygada piechoty Wojska Polskiego II RP.

## Formowanie brygady
Wołyńska Półbrygada ON sformowana została w drugim kwartale 1938 roku w składzie trzech batalionów typu I na terenie Okręgu Korpusu Nr II. Dowództwo jednostki umieszczono w garnizonie Lublin, natomiast dowództwa poszczególnych batalionów w Chełmie, Kowlu i Łucku. Także w Kowlu zorganizowano oddział zwiadowców. Brygada podporządkowana została inspektorowi armii, gen. dyw. Burhardt-Bukackiemu. Na stanowisko dowódcy półbrygady został wyznaczony ppłk piech. Władysław Ciepielowski.
Podczas organizacji brygady napotkano poważne trudności z powodu braku dostatecznej liczby dyspozycyjnej rezerwy. Postanowiono więc, żeby jej uzupełnienie oprzeć głównie na młodzieży przedpoborowej oraz najstarszych rocznikach rezerwy zaliczonej do pospolitego ruszenia. Ze względu na niską wartość bojową, w przypadku wojny nie przewidywano dla półbrygady żadnych zadań bojowych, poza zadaniami ochronnymi, służbą wartowniczą i służbą bezpieczeństwa na tyłach obszaru etapowego armii.
Z relacji podporucznik rezerwy piechoty Walentego Lubienieckiego wynika, że 13 września 1939 roku w Brodach generał brygady Kazimierz Sawicki wydał rozkaz sformowania Wołyńskiej Brygady Obrony Narodowej i w tym celu przydzielił do sztabu kilku oficerów z podległego mu Państwowego Urzędu Wychowania Fizycznego i Przysposobienia Wojskowego, w tym majora Józefa Juliana Uhacza i płatnika, kapitana Kazimierza I Grudzińskiego. Sam Lubieniecki miał objąć stanowisko referenta personalnego. Major Uhacz poległ w czasie nalotu na Brody. Sztab brygady nie został zorganizowany. Transport kolejowy z personelem PUWFiPW 14 września znalazł się w Kopyczyńcach skąd tego samego dnia podwodami udał się do Probużnej i dalej na południe do Jezierzan. W tej miejscowości personel PUWFiPW pod dowództwem majora Franciszka Orawca przebywał do 17 września, kiedy to rozpoczęła się agresja ZSRR na Polskę.

## Organizacja Wołyńskiej Półbrygady ON
- Dowództwo Wołyńskiej Półbrygady ON
- Chełmski Batalion ON
- Kowelski Batalion ON
- Łucki Batalion ON
- oddział zwiadowców